# Holminaria
Holminaria is een geslacht van spinnen uit de familie hangmatspinnen (Linyphiidae).

## Soorten
De volgende soorten zijn bij het geslacht ingedeeld:
- Holminaria pallida Eskov, 1991
- Holminaria prolata (O. P.-Cambridge, 1873)
- Holminaria sibirica Eskov, 1991